# New Worlds
New Worlds war ein britisches Science-Fiction-Magazin, das
von 1946 bis 1997 in 222 Ausgaben erschien. Ab Mitte der 1960er Jahre war das Magazin eine wichtige Plattform für die Autoren der New Wave.

## Geschichte
New Worlds entwickelte sich aus einem seit 1936 existierenden Fanzine namens Nova Terrae, das unter dem Herausgeber John Carnell 1939 in New Worlds umbenannt wurde. Die erste professionelle Ausgabe erschien unter Carnells Herausgeberschaft 1946 bei Pendulum Publications. Das Magazin erschien in den ersten Jahren unregelmäßig, ab der Nummer 22 im April 1954 monatlich. Zu den Autoren dieser Zeit zählen u. a. Arthur C. Clarke, John Wyndham und James White, dessen Orbit-Hospital-Reihe in New Worlds ihren Anfang fand.
Ab Mai 1964 erschien New Worlds in einem neuen Verlag und mit einem neuen Herausgeber. Michael Moorcock gab in der ersten von ihm verantworteten Ausgabe in dem Essay A New Literature for the Space Age auch die neue Ausrichtung des Magazins vor. Mit Bezug auf William S. Burroughs forderte Moorcock eine experimentellere Literatur bezüglich Form und Inhalt und Science-Fiction, die für das eigene Leben und die Zeit des Lesers wichtiger ist. In New Worlds veröffentlichte Autoren waren u. a. Brian Aldiss, James Graham Ballard, John Brunner sowie aus den USA Samuel R. Delany, Thomas M. Disch und Norman Spinrad. Auch Moorcocks eigene Figur Jerry Cornelius wurde im Magazin zuerst veröffentlicht. Gegen Ende der 1960er Jahre geriet New Worlds, das zeitweise vom Arts Council of Great Britain unterstützt worden war, in finanzielle Schwierigkeiten. Die letzte Ausgabe (Nummer 200) erschien im April 1970. Danach erschienen ab März 1971 in unregelmäßigen Abständen mit verschiedenen Herausgebern bis 1979 16 weitere Ausgaben und sechs letzte von 1991 bis 1997.

## New Worlds und die New Wave
Das Magazin ist untrennbar mit der New Wave in der Science-Fiction. verbunden. Moorcock ermutigte Autoren auf beiden Seiten des Atlantiks, etwas anderes, etwas Neues zu wagen. Viele bedeutende Schriftsteller dieser Strömung schrieben Erzählungen für New Worlds. Neben den oben aufgeführten auch Barrington J. Bayley, Philip José Farmer, John Sladek und Pamela Zoline. Die Erstveröffentlichung von Norman Spinrads umstrittenen Roman Bug Jack Barron in New Worlds führte wegen dessen obszöner Sprache und politischem Zynismus zu einer Debatte im britischen Unterhaus. über den Sinn der staatlichen Unterstützung durch das Arts Council of Great Britain.

## Herausgeber und Verlage
| Ausgaben | Datum                                 | Herausgeber                         | Verlag                                            | Format       | Seiten | Preis  |
| -------- | ------------------------------------- | ----------------------------------- | ------------------------------------------------- | ------------ | ------ | ------ |
| 1–2      | [Juli] 1946 – [Oktober] 1946          | John Carnell                        | Pendulum Publications, London                     | Pulp         | 64     | 2/-    |
| 3        | [Oktober] 1947                        | John Carnell                        | Pendulum Publications, London                     | Pulp         | 64     | 1/6    |
| 4        | [April] 1949 – [April] 1949           | John Carnell                        | Nova Publications, London                         | Large digest | 88     | 1/6    |
| 5–20     | [September] 1949 – März 1953          | John Carnell                        | Nova Publications, London                         | Large digest | 96     | 1/6    |
| 21–31    | Juni 1953 – Januar 1955               | John Carnell                        | Nova Publications, London                         | Digest       | 128    | 1/6    |
| 32–85    | Februar 1955 – Juli 1959              | John Carnell                        | Nova Publications, London                         | Digest       | 128    | 2/-    |
| 86       | August/September 1959                 | John Carnell                        | Nova Publications, London                         | Digest       | 112    | 2/-    |
| 87–88    | Oktober 1959 – November 1959          | John Carnell                        | Nova Publications, London                         | Digest       | 128    | 2/-    |
| 89–133   | August 1963 – April 1964              | John Carnell                        | Nova Publications, London                         | Digest       | 128    | 2/6    |
| 134–141  | September 1963 – April 1964           | John Carnell                        | Nova Publications, London                         | Digest       | 128    | 3/-    |
| 142–159  | Mai/Juni 1964 – Februar 1966          | Michael Moorcock                    | Roberts & Vinter, Ltd, London                     | Paperback    | 128    | 2/6    |
| 160–170  | März 1966 – Januar 1967               | Michael Moorcock                    | Roberts & Vinter, Ltd, London                     | Paperback    | 160    | 3/6    |
| 171–172  | März 1967 – April 1967                | Michael Moorcock                    | Gold Star Publications, London                    | Paperback    | 128    | 3/6    |
| 173–176  | Juli 1967 – Oktober 1967              | Michael Moorcock                    | Moorcock/Magnelist Publications, London           | Slick        | 64     | 3/6    |
| 177      | November 1967                         | Michael Moorcock                    | Moorcock/Magnelist Publications, London           | Slick        | 64     | 5/-    |
| 178–182  | Dezember 1967/Januar 1968 – Juli 1968 | Michael Moorcock                    | Moorcock/Stonehart Publications, London           | Slick        | 64     | 5/-    |
| 183–188  | Oktober 1968 – März 1969              | Michael Moorcock                    | Moorcock privat als New Worlds Publishing, London | Slick        | 64     | 5/-    |
| 189–192  | April 1969 – Juli 1969                | Langdon Jones                       | Moorcock privat als New Worlds Publishing, London | Slick        | 64     | 5/-    |
| 193      | August 1969                           | Charles Platt                       | Moorcock privat als New Worlds Publishing, London | Slick        | 32     | 3/6    |
| 194      | September/Oktober 1969                | Michael Moorcock                    | Moorcock privat als New Worlds Publishing, London | Slick        | 32     | 3/6    |
| 195      | November 1969                         | Charles Platt & R. Glyn Jones       | Moorcock privat als New Worlds Publishing, London | Slick        | 32     | 3/6    |
| 196      | Dezember 1969                         | Graham Hall & Graham Charnock       | Moorcock privat als New Worlds Publishing, London | Slick        | 32     | 3/6    |
| 197–200  | Januar 1970 – April 1970              | Charles Platt                       | Moorcock privat als New Worlds Publishing, London | Slick        | 32     | 3/6    |
| 201      | März 1971                             | Michael Moorcock                    | Moorcock privat als New Worlds Publishing, London | A4           | 20     | 25p    |
| 202      | [September] 1971                      | Michael Moorcock                    | Sphere Books, London                              | Paperback    | 176    | 30p    |
| 203      | [Dezember] 1971                       | Michael Moorcock                    | Sphere Books, London                              | Paperback    | 192    | 30p    |
| 204      | [März] 1972                           | Michael Moorcock                    | Sphere Books, London                              | Paperback    | 208    | 30p    |
| 205      | [Juni] 1972                           | Michael Moorcock                    | Sphere Books, London                              | Paperback    | 224    | 35p    |
| 206      | [Januar] 1973                         | Michael Moorcock                    | Sphere Books, London                              | Paperback    | 280    | 40p    |
| 207      | [September] 1973                      | Michael Moorcock                    | Sphere Books, London                              | Paperback    | 272    | 40p    |
| 208      | [Dezember] 1974                       | Hilary Bailey & Charles Platt       | Sphere Books, London                              | Paperback    | 216    | 50p    |
| 209      | [März] 1975                           | Hilary Bailey                       | Sphere Books, London                              | Paperback    | 224    | 50p    |
| 210      | [November] 1975                       | Hilary Bailey                       | Corgi Books, London                               | Paperback    | 224    | 50p    |
| 211      | [August] 1976                         | Hilary Bailey                       | Corgi Books, London                               | Paperback    | 240    | 60p    |
| 212      | Frühjahr 1978                         | Michael Moorcock                    | Michael Moorcock                                  | A4           | 8      | Free   |
| 213      | Sommer 1978                           | Michael Moorcock                    | Michael Moorcock                                  | A4           | 32     | 40p    |
| 214      | Winter 1978                           | Michael Moorcock                    | Michael Moorcock                                  | A4           | 56     | 75p    |
| 215      | Frühjahr 1979                         | David Britton & Michael Butterworth | David Britton & Michael Butterworth               | A4           | 48     | £1.00  |
| 216      | September 1979                        | Charles Platt                       | Charles Platt                                     | A4           | 44     | £1.00  |
| 217      | 1991                                  | David Garnett                       | Gollancz, London                                  | Paperback    | 267    | £4.99  |
| 218      | 1992                                  | David Garnett                       | Gollancz, London                                  | Paperback    | 293    | £5.99  |
| 219      | 1993                                  | David Garnett                       | Gollancz, London                                  | Paperback    | 219    | £6.99  |
| 220      | 1994                                  | David Garnett                       | Gollancz, London                                  | Paperback    | 224    | £6.99  |
| 221      | Winter 1996                           | Michael Moorcock                    | Michael Moorcock                                  | A4           | 64     | £10.00 |
| 222      | 1997                                  | David Garnett                       | White Wolf, Stone Mountain GA                     | Paperback    | 357    | $12.99 |

## Nachweise
1. 1 2 3 4  Eintrag New Worlds in The Encyclopedia of Science Fiction
2. 1 2  Herausgeber, Verlage und Ausgaben
3. ↑  A New Literature for the Space Age
4. ↑  Michael Moorcock in: Joachim Körber (Hrsg.): Neue Welten: Eine Anthologie moderner spekulativer Literatur, S. 13, Sphinx Verlag, Basel 1983, ISBN 3-85914-410-3
5. ↑  Joachim Körber in: Joachim Körber (Hrsg.): Neue Welten: Eine Anthologie moderner spekulativer Literatur, S. 11, Sphinx Verlag, Basel 1983, ISBN 3-85914-410-3